# Les Chassés-croisés de Noël
Pour les articles homonymes, voir Chassé-croisé.
Les Chassés-croisés de Noël (Debbie Macomber's Trading Christmas) est un téléfilm de Noël américain réalisé par Michael Scott et diffusé le 26 novembre 2011 sur Hallmark Channel.

## Synopsis
Emily, enseignante en école primaire, et Charles, professeur qui doit terminer l’écriture de son dernier roman, échangent leurs logements pendant la période de Noël.
Emily, veuve depuis trois ans et très attachée aux traditions de Noël débarque donc à Boston pour faire une surprise à sa fille, qui a renoncé à faire le voyage jusque South Woodbourne, pour cause de surmenage. Pendant que sa fille lui apprend au téléphone qu'elle est en réalité avec son petit copain à Phoenix (Arizona), Emily déclenche sans s’en rendre compte l’alarme de l’appartement. Elle fait alors la connaissance de Ray, frère de Charles, venu avec le vigile de la société de gardiennage.
Pendant ce temps, Charles, qui a en horreur tout ce qui rappelle Noël, arrive à South Woodbourne (Il n’y a pas de North Woodbourne) pour s’installer dans une maison cosy habitée par l’esprit de Noël. Pire, alors qu’il a quitté son appartement (aménagé par un architecte d’hôpital psychiatrique) pour trouver une solitude complète propice au bouclage de son roman, il doit cohabiter avec Faith, arrivée de San Francisco pour faire une surprise à son amie Emily, qu’elle avait sentie atteinte par la défection de sa fille.

## Fiche technique
- Titre original : Trading Christmas
- Réalisation : Michael Scott
- Scénario : Debbie Macomber (en) et Bruce Graham
- Photographie : Adam Sliwinski
- Musique : James Jandrisch
- Durée : 90 minutes
- Pays : États-Unis

## Distribution
- Tom Cavanagh : Charles
- Faith Ford : Emily
- Gabrielle Miller : Faith
- Gil Bellows : Ray
- Emma Lahana : Heather
- Mike Coleman : Tony
- Aren Buchholz : Jason
- Darla Fay : Stell
- Lucy Jeffrey : Sarah
- Travis Turner (en) : Walter